# Cryptophagus confusus
Cryptophagus confusus är en skalbaggsart som beskrevs av Bruce 1934. Cryptophagus confusus ingår i släktet Cryptophagus, och familjen fuktbaggar. Arten är reproducerande i Sverige.